# Silvanus planatus
Silvanus planatus är en skalbaggsart som beskrevs av Ernst Friedrich Germar 1824. Silvanus planatus ingår i släktet Silvanus och familjen smalplattbaggar. Inga underarter finns listade i Catalogue of Life.